# إنزو كالينسكي
اينزو كالينسكي (10 مارس 1987 بسانتياغو ديل استيرو في الأرجنتين - ) هو لاعب كرة قدم بولندي وأرجنتيني في مركز الوسط. لعب مع كيلمس ونادي سان لورينزو.

## روابط خارجية
- اينزو كالينسكي على موقع الاتحاد الدولي (مؤرشف)  (الإنجليزية)
- اينزو كالينسكي على موقع قاعدة بيانات كرة القدم.إي يو (الإنجليزية)
- اينزو كالينسكي على موقع Soccerway.com (الإنجليزية)
- اينزو كالينسكي على موقع AS.com (الإسبانية)